# Gaddingehorn
Gaddingehorn is een verdronken buurtschap aan de Eems bij Termunten. Mogelijk gaat het om het ongenoemde wierdedorp in de buurt van Fiemel, met zeven of acht huizen, dat volgens Johan Rengers van Ten Post omstreeks 1500 is verdronken.
In de zestiende eeuw was de dijk bij Gaddinge horne een van de meest bedreigde dijktracés langs de Eemsmonding. Volgens een document uit 1565 was de dijk op deze plek het eerst ingebroken. Stadhouder Jasper van Marwijck liet hier in 1527 een hoofd of strekdam bouwen. Het dorp Borgsweer onderhield hier een kostbare dijk met paalwerk, die alleen al in 1566 driemaal doorbrak. De kroniekschrijver Abel Eppens noemde de doorgebroken dijk omstreeks 1580 het Gaddingegadt. De nieuwe sluis van Termunterzijl werd in 1601 aangelegd bij de Steenhorne tussen Termunten en Wartum. 
In het eigendomsregister van de Abdij van Fulda uit de tiende eeuw wordt het dorp Gaddingenheim vermeld. Naamkundigen gaan ervan uit dat dit een verbastering van *Ingaddingenheim is, waarmee waarschijnlijk Tinallinge werd bedoeld.